# Троянда витка
Троянда витка, троянда рільна (Rosa arvensis) — вид рослин з родини розових (Rosaceae); поширений у західній, центральній і південній Європі й у Туреччині.

## Опис
Кущ 50–150 см. Гілки нежорсткі, висхідні або виткі. Колючки досить стрункі й рідкісні, злегка зігнуті. Листки на квіткових гілках 5–7-листочкові, голі або трохи запушені, тьмяно-зелені, щонайбільше на середній жилці залозисті. Листочки від широко еліптичних до яйцеподібних, 1.5–3.5 × 1–2 см, ± гострі із закругленою основою, зазвичай рівнозубчасті, зубці досить маленькі, загострені. Квіти білі, у щитках по 2–6 або поодинокі, на залозистих квітконосах. Чашолистки здебільшого з цілими краями, широко-ланцетні, приблизно 1/2 довжини віночка, відігнуті назад після цвітіння. Плід шипшини дрібний, майже кулястий, темно-червоний, гладкий.
Період цвітіння: травень — липень.

## Поширення
Поширений у західній, центральній і південній Європі й у Туреччині.
Населяє відкриті ліси, живоплоти, краї полів, чагарники на схилах і берегах.
В Україні вид зростає в парках по всій території; декоративний вид.

## Галерея

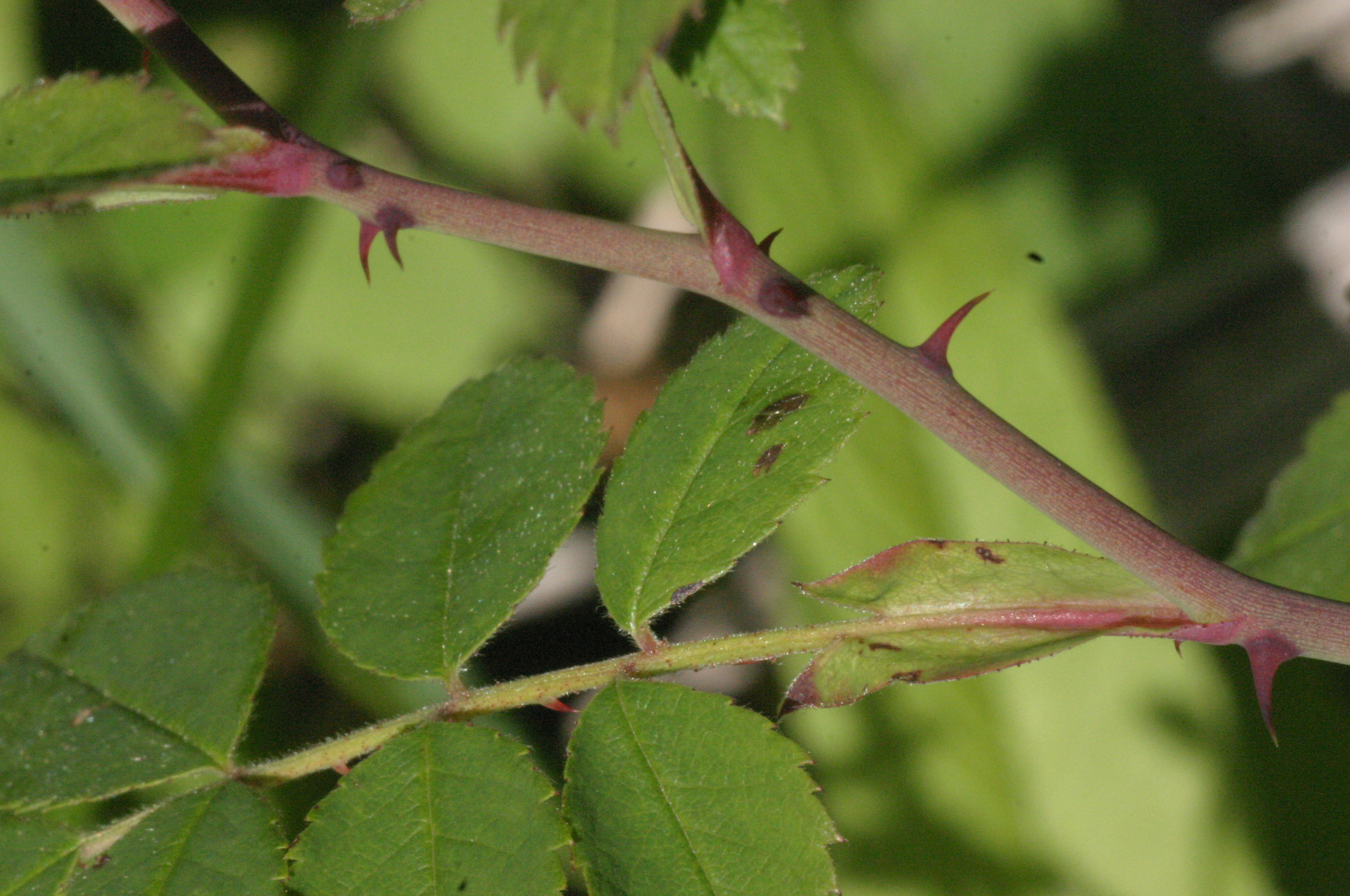
гілка з колючками
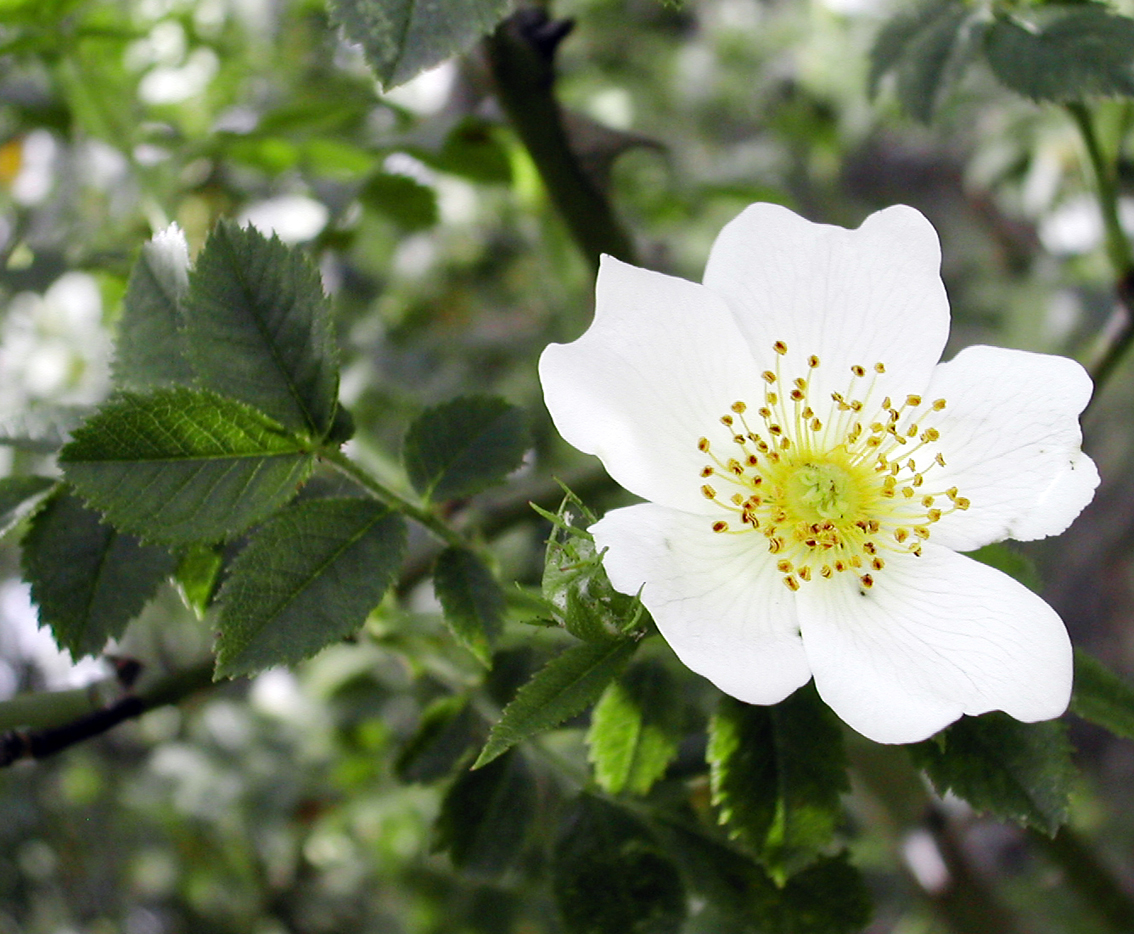
квітка
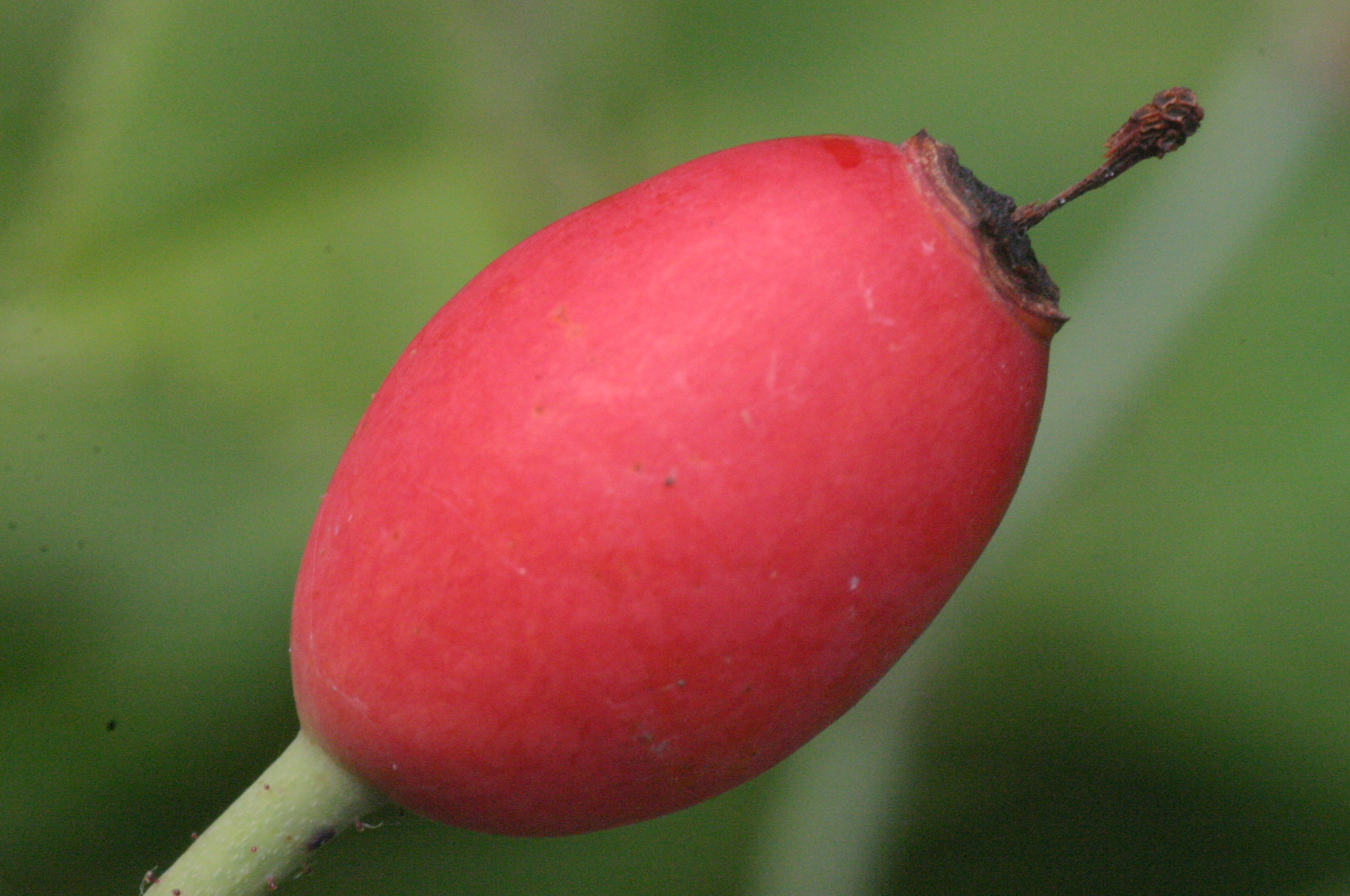
шипшиновий плід
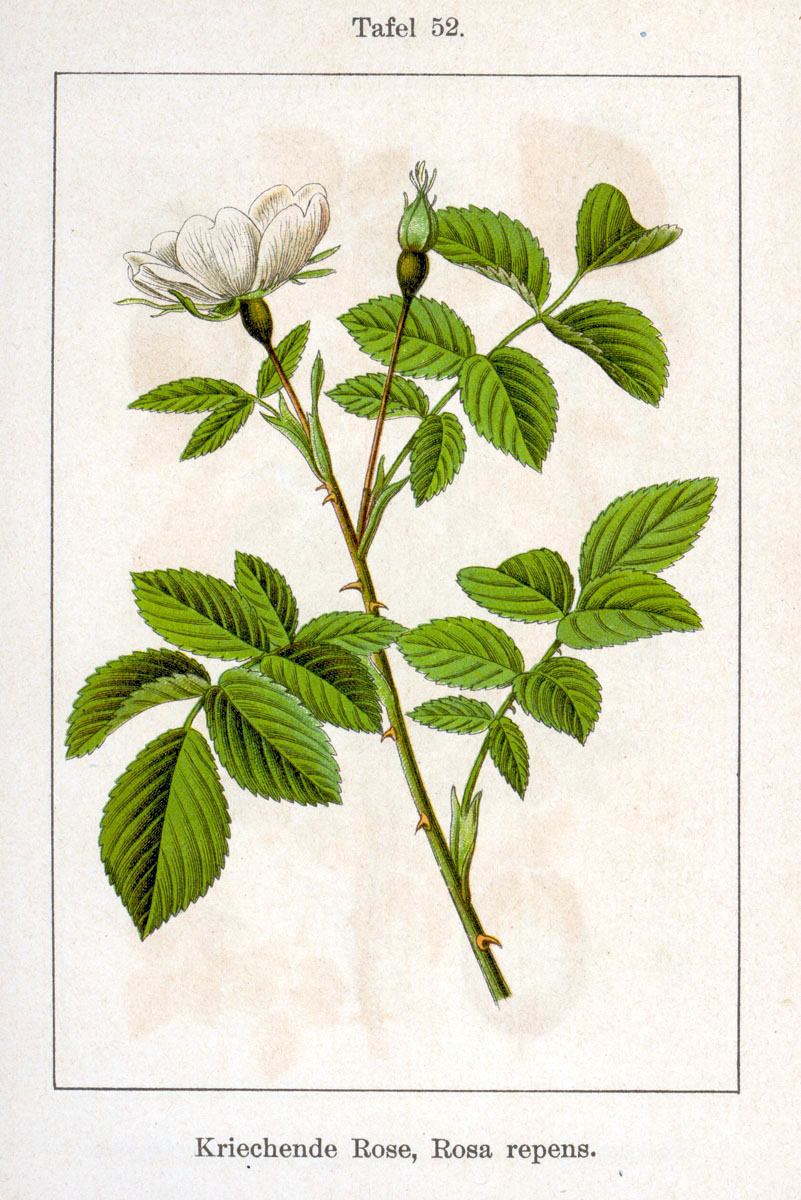
ілюстрація